# Glühkopfmotor

Zweitakt-Glühkopfmotor: (1) Glühkopf, (2) Brennraum, (3) Kolben, (4) Kurbelgehäuse mit Überströmkanal, links der Auspuff

Der Glühkopfmotor, ursprünglich nach seinem Erfinder Herbert Akroyd Stuart auch als Akroyd-Motor oder nach dem ersten Hersteller Richard Hornsby & Sons ab 1891 als Hornsby-Akroyd-Motor bekannt, ist ein Verbrennungsmotor mit innerer Gemischbildung und niedriger Verdichtung (5:1 – 7:1). Dieser Motor arbeitet meist nach dem Zweitaktprinzip mit Kurbelkastenspülung. Dabei wird während des Verdichtungstaktes der Kraftstoff auf die glühend heiße Innenwand des Brennraums eingespritzt, der als Glühkopf ausgebildet ist, das heißt, er wird nicht gekühlt, ist im Betrieb rotglühend und durch Kanäle im Zylinderkopf mit dem Zylinder verbunden. Der Treibstoff verdampft an der heißen Oberfläche und entzündet sich gegen Ende der Kompression im oberen Totpunkt. Problematisch ist dabei die schlechte Steuerbarkeit des Zündzeitpunktes der Selbstzündung, die sowohl das Verdichtungsverhältnis als auch den möglichen Drehzahlbereich einschränkt (geringe Elastizität).
Der zunächst als Viertakter hergestellte Hornsby-Akroyd-Motor und spätere Zweitakt-Glühkopfmotoren waren vor allem in robuster Bauweise für Landmaschinen, Schiffsantriebe und stationäre Antriebe ausgelegt, mit einer relativ niedrigen Drehzahl und dadurch nur geringer Literleistung bei großem Hubraum. Durch ihr niedriges Verdichtungsverhältnis erreichen sie nur mäßigen Wirkungsgrad mit entsprechend hohem Kraftstoffverbrauch.
Trotzdem waren Glühkopfmotoren sehr erfolgreich, da sie seinerzeit vor allem für kleine Stromgeneratoren und Antriebe in Industrie und Landwirtschaft eine kostengünstige Alternative zu den damals in diesem Sektor noch verbreiteten Dampfmaschinen waren und so zahlreiche neue Anwendungsfelder erschließen konnten, für die Dampfmaschinen viel zu groß, aufwändig und teuer waren.
Auch als später kleinere Dieselmotoren aufkamen, konnten sich Glühkopfmotoren noch für viele Jahrzehnte behaupten (besonders im in Deutschland sehr beliebten Ackerschlepper Lanz Bulldog), da ihre einfache Technik günstig zu produzieren war und geringe Ansprüche an Zündwilligkeit und Klopffestigkeit des Kraftstoffs stellt. Weiter entwickelt zum direkteinspritzenden Glühkopfmotor als robustem Vielstoffmotor wurden sie noch bis um 1960 gebaut.
Bis heute werden im Modellbau kleine Glühzündermotoren mit ähnlichem Funktionsprinzip verwendet.

## Einordnung
Der Glühkopfmotor ist eine Wärmekraftmaschine, speziell Hubkolbenmotor. Hinsichtlich der Einordnung zwischen Otto- und Dieselmotor wurde beim Glühkopfmotor zuweilen von einer dritten Art gesprochen, da er Merkmale beider Motorprinzipien in sich vereint:
- Mit dem Ottomotor teilt der Glühkopfmotor den niedrigeren Arbeitsdruck und die zeitlich voneinander getrennte Gemischbildungs- und Verbrennungsphase. Beim Dieselmotor überschneiden sich diese beiden Phasen. In Glühkopfmotoren ist der Kraftstoff bei der Zündung schon weitgehend mit der Luft vermischt. Nachteilig ist die schlechte Steuerbarkeit des Zündzeitpunktes der Selbstzündung (unbeherrschter Zündzeitpunkt), die sowohl das Verdichtungsverhältnis als auch den Drehzahlbereich einschränkt (geringe Elastizität).
- Mit dem Dieselmotor teilt der Glühkopfmotor die innere Gemischbildung und das Fehlen von Zündkerzen, wobei sich beim Glühkopfmotor die Zündung des Kraftstoffes wesentlich von der des Dieselmotors unterscheidet. Anders als Dieselmotoren, die mit Kompressionszündung arbeiten, entzündet sich beim Glühkopfmotor der Kraftstoff durch eine Zündhilfe, den namengebenden heißen Glühkopf. Deshalb reicht bei Glühkopfmotoren ein wesentlich niedrigeres Verdichtungsverhältnis aus.
- Ein weiterer Vorteil gegenüber Dieselmotoren ist, dass man durch Verdampfung des Kraftstoffs im Glühkopf nicht auf eine gute Zerstäubung durch die Einspritzdüse und damit hohen Einspritzdruck angewiesen ist, um ein zündfähiges Kraftstoff-Luft-Gemisch zu erzielen.

## Verwendung und Geschichte
Der Glühkopfmotor wurde von dem Engländer Herbert Akroyd Stuart erfunden. Die ersten Patente stammen von 1886, aber das wichtigste Patent ist von 1890.
Ab 1891 wurden die ersten Glühkopfmotoren von Richard Hornsby & Sons in Grantham (England) hergestellt, die mit ihrem Hornsby-Akroyd-Motor Lokomobile und 1896 auch eine erste Lokomotive ausstatteten.
Die Hornsby-Akroyd-Motoren waren zunächst Viertaktmotoren, spätere Glühkopfmotoren überwiegend Zweitakter.
Glühkopfmotoren wurden ein- und mehrzylindrig hergestellt und lange Zeit als Schiffsmotoren gebaut, etwa als Hilfsmotoren für kleinere Segelschiffe. Der schwedische Hersteller Bolinders Mekaniska Verkstad erreichte bei Motoren für Fischerboote in den 1920er Jahren 80 % Marktanteil.

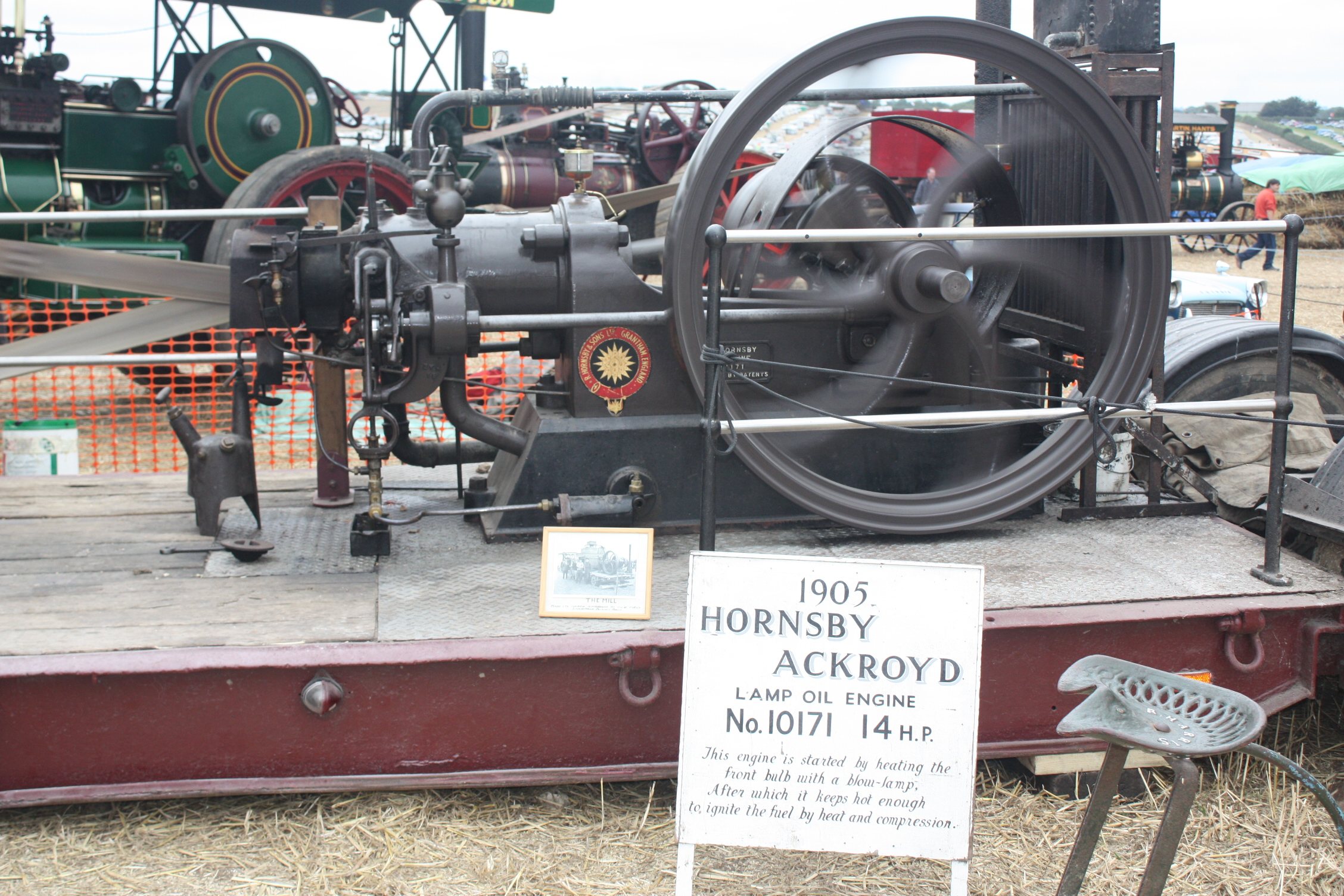
Hornsby-Akroyd-Motor: 14-PS-Viertakt-Einzylinder-Glühkopfmotor (1905)
- Video: 8-PS-Zweitakt-Petroleummotor „Patent Fenix“
- Video: 30-PS-Zweitakt-Petroleummotor Pythagoras „Drott“, Norrtälje (1924)
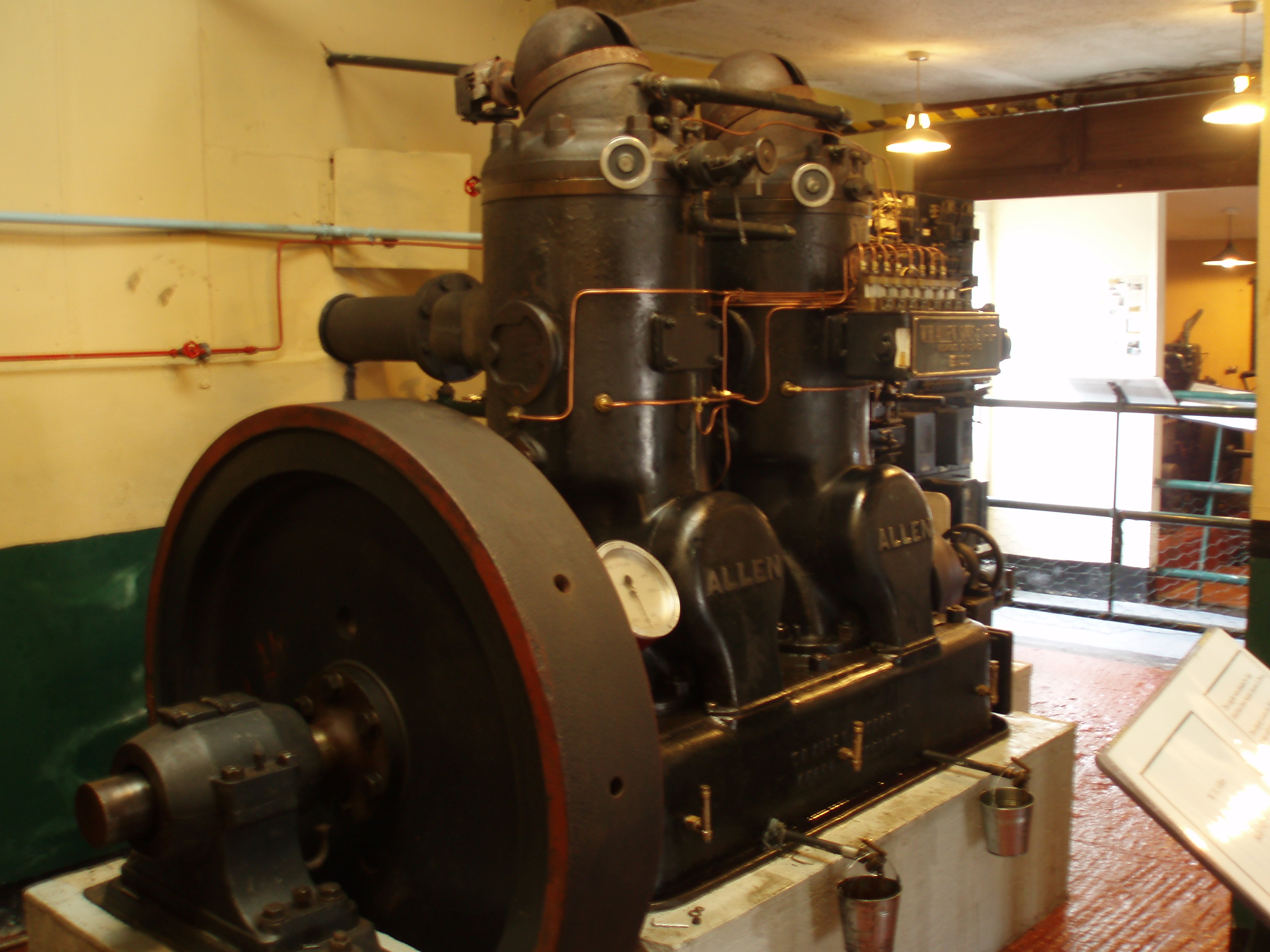
2-Zylinder-Zweitakt-Glühkopfmotor, 70 PS, max. 325 min−1 (W.H. Allen & Sons, 1923)

### Glühkopfmotoren in Landmaschinen

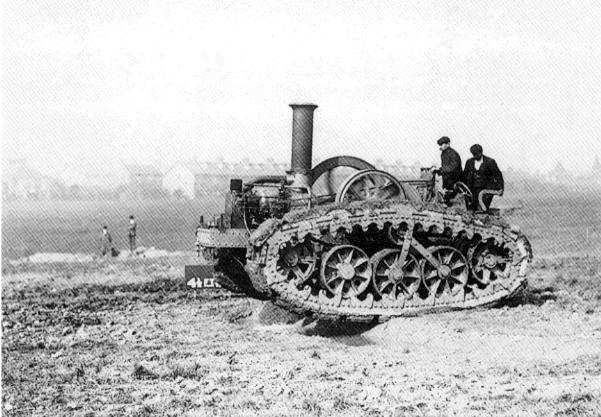
Hornsby Raupenschlepper (1905)

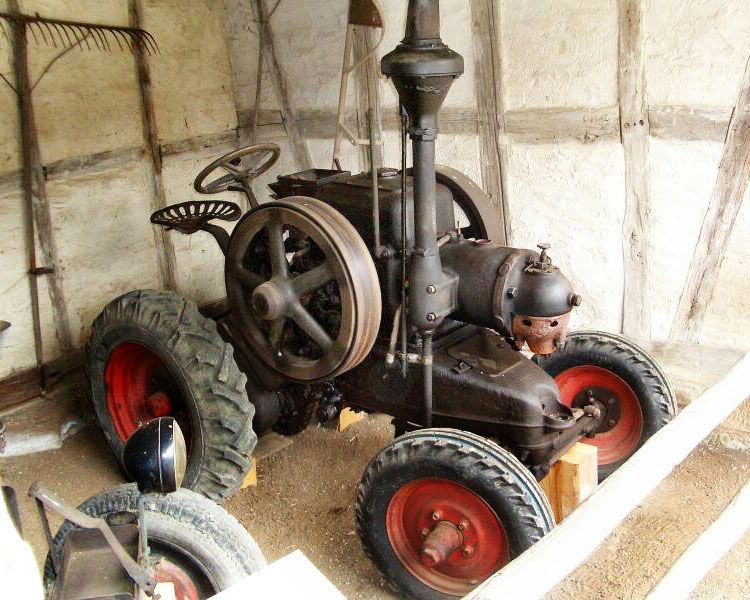
Lanz Bulldog HL (Bj. 1928): 12 PS Einzylinder-Zweitakt-Glühkopfmotor; Hubraum 6,2 L; max. 4,3 km/h

Der englische Hersteller Richard Hornsby & Sons war 1896 der erste, der einen Ackerschlepper mit einem 20 PS (15 kW) starken Hornsby-Akroyd-Motor baute sowie 1905 den ersten Raupenschlepper mit Glühkopfmotor, indem der bewährte Radschlepper mit einem Kettenlaufwerk (Gleisketten) ausgerüstet wurde.
Das russische Unternehmen Mamin-Sibirjak baute ab 1903 Glühkopfmotoren und begann 1912 Ackerschlepper zu produzieren. Im gleichen Jahr begann auch die schwedische J.V. Svensons Motorfabrik in Augustendal Motorpflüge mit Glühkopfmotor herzustellen. 1913 kam ein weiterer schwedischer Hersteller, Munktells Mekaniska Värkstads AB in Eskilstuna mit einem großen 8,3 Tonnen schweren Zweizylinder-Glühkopf-Ackerschlepper auf den Markt.
In Deutschland wurde der Glühkopfmotor vor allem durch den Lanz Bulldog bekannt, den die Heinrich Lanz AG in Mannheim ab 1921 produzierte (Lanz HL). Die schlechte Verbrennung dieses Motors brachte in der Landwirtschaft allerdings ein Problem mit sich: Mancher Lanz Bulldog soll mit Funkenflug in den Abgasen Felder und Scheunen in Brand gesteckt haben, was mit nachträglich geänderten Auspuffanlagen behoben wurde.

### Ablösung durch Dieselmotoren ab 1930
Ab Ende der 1920er Jahre bekamen Glühkopfmotoren eine Alternative in Gestalt von kleinen Dieselmotoren mit Vorkammereinspritzung, die sparsamer waren und immer kostengünstiger wurden. Trotzdem wurden unter anderem Traktoren mit Glühkopfmotor als robustem Vielstoffmotor zumindest in Deutschland von der Heinrich Lanz AG noch weiter entwickelt und als Direkteinspritzender Glühkopfmotor (auch „Halbdieselmotor“ genannt) bis um 1960 gebaut.
Glühkopfmotoren waren einfach aufgebaut, kosteten daher bei der Anschaffung weniger als im Kraftstoffverbrauch sparsamere Dieselmotoren und hatten geringere Anforderungen an Zündwilligkeit und Klopffestigkeit des Kraftstoffs. Deshalb ließen sie sich mit den billigsten oder jeweils verfügbaren Kraftstoffen betreiben (Vielstoffmotor): Selbst kleine Schiffsmotoren konnten außer Schweröl auch altes Motorenöl verbrennen oder liefen sogar mit Rohöl.

### Glühzündermotoren
Im Modellbau werden als Kleinstverbrennungsmotoren bis etwa 30 cm³ Hubraum die sogenannten Glühkerzen- bzw. Glühzündermotoren verwendet, die nach einem ähnlichen Funktionsprinzip arbeiten.

### Hersteller von Glühkopfmotoren
Bekannte Hersteller von Glühkopfmotoren waren  Richard Hornsby & Sons, die Heinrich Lanz AG, Ursus S.A. (Nachbau des Lanz), Bolinder-Munktell, Schlüter, Landini oder Pampa Bulldog.

## Handhabung und Betriebsweise

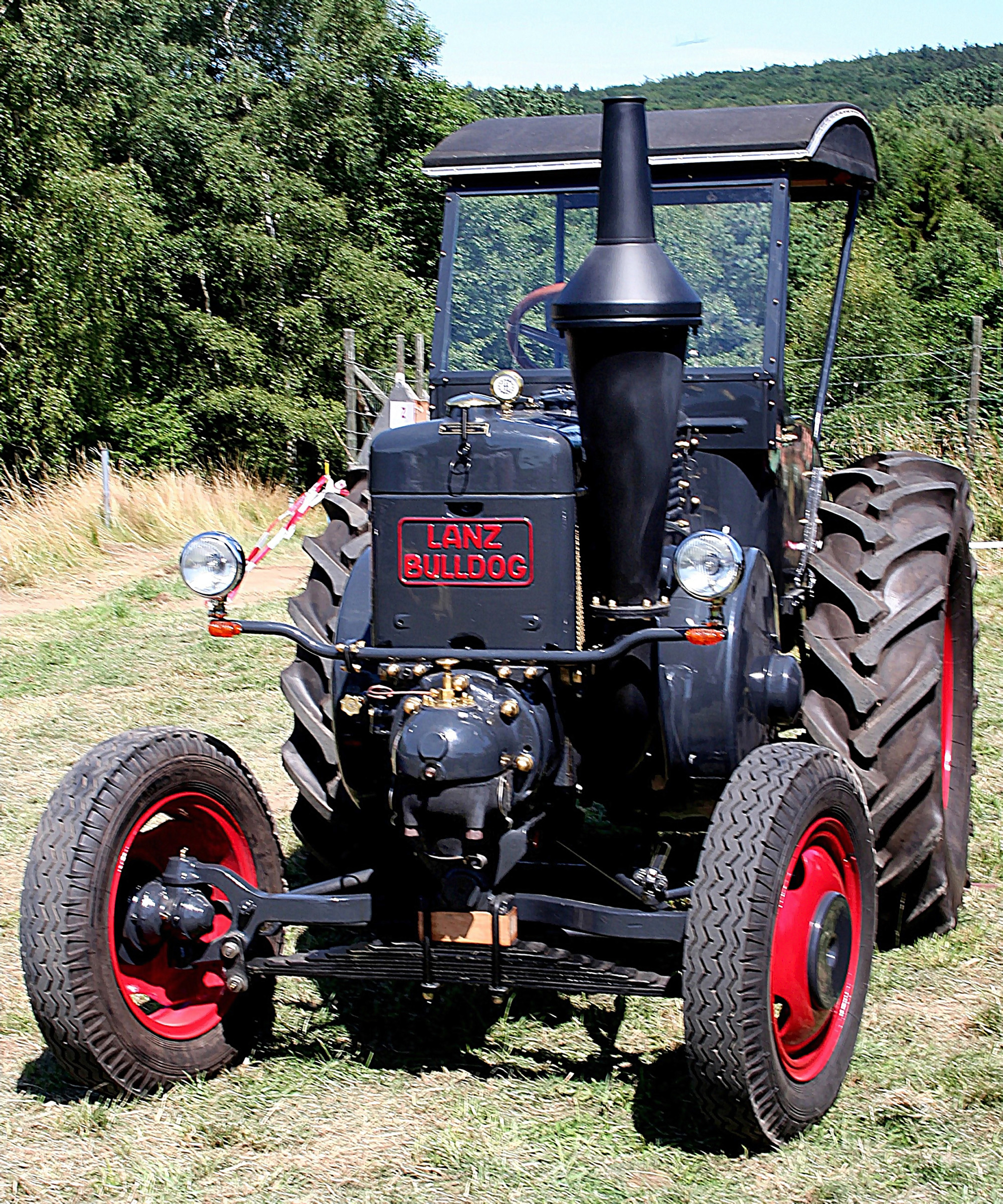
Lanz Bulldog D8506 (Bj. 1951): Einzylinder-Zweitakt-Mitteldruck-Glühkopfmotor mit 10,3 Liter Hubraum, 35 PS

### Kraftstoff
Glühkopfmotoren können mit normalem Dieselkraftstoff, mit Schweröl, Tran, Paraffin, mit allen Pflanzenölen und sogar mit Rohöl oder Teeröl betrieben werden (Vielstoffmotor).

### Funktion des Glühkopfs
Die kugelförmige Vorkammer, der eigentliche Glühkopf, wird vorgeheizt und während des Betriebes nicht aktiv gekühlt. Der in den Glühkopf gespritzte Kraftstoff verdampft, und der tangentiale Verbindungskanal zum Zylinder bewirkt während des Verdichtungstaktes durch einströmende Luft eine kräftige Verwirbelung und Verdampfung. Durch die niedrige Verdampfungsgeschwindigkeit dauert es jedoch relativ lange, bis ein zündfähiges Kraftstoff-Luft-Gemisch entsteht, was sehr frühzeitige Einspritzung des Kraftstoffs (ca. 130° Kurbelwinkel vor dem oberen Totpunkt) erfordert, viel früher als beim Dieselmotor.

### Vorwärmen des Glühkopfs „Vorglühen“

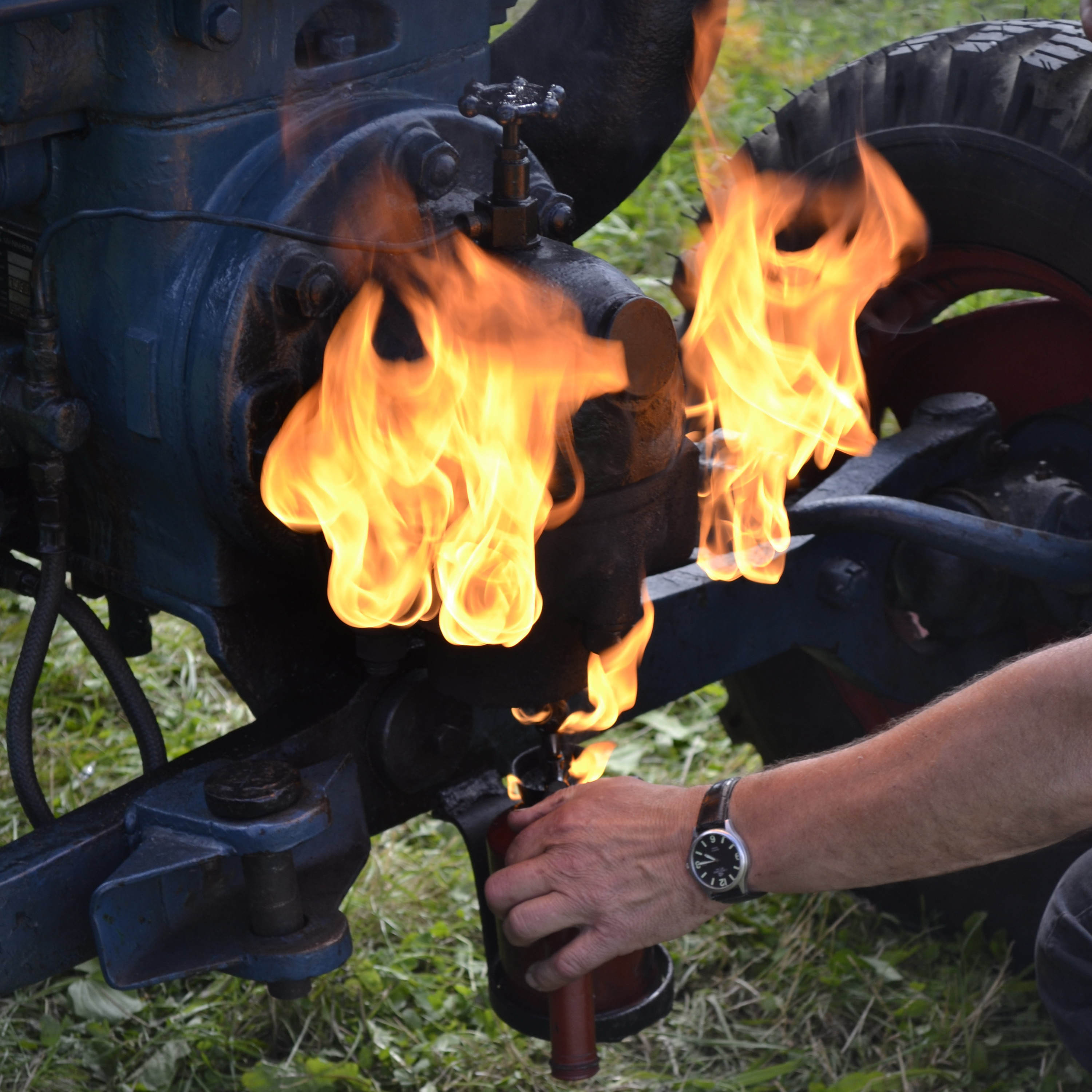
Vorwärmen des Glühkopfs mit einer Lötlampe bei einem Lanz Bulldog

Bevor ein kalter Glühkopfmotor gestartet werden kann, muss der Glühkopf durch Fremdheizung (Lötlampe) vorgewärmt werden.
Alternativ existieren Bauformen mit separatem kleinen Benzintank und einer Zündkerze im Glühkopf, womit der Motor im Benzinbetrieb gestartet werden kann. Nach Erreichen der Betriebstemperatur wird auf Schwerölbetrieb umgeschaltet.
Längere Leerlaufzeiten sind konstruktionsbedingt nicht möglich, da der Glühkopf mangels Wärmenachlieferung auskühlt, so dass der Motor stehen bleibt. Dieses Auskühlen kann durch die Form des Glühkopfes (sog. Zündsack) und eine im Spritzwinkel verstellbare Einspritzdüse hinausgezögert bzw. verhindert werden.

### Umsteuern zum Rückwärtsfahren
Bei Zweitakt-Glühkopfmotoren konnte zum Rückwärtsfahren die Drehrichtung des Motors gewechselt werden („Umsteuern“), so dass die Traktoren keine Getriebe mit eigenem Rückwärtsgang benötigten (robust wie einfach, zum Beispiel alle frühen Lanz Bulldogs). Dazu muss die Drehzahl so weit gesenkt werden, dass der Motor fast zum Stehen kommt, um dann durch Gasgeben im richtigen Moment (mit etwas Geschick und viel Übung) eine Frühzündung auszulösen, die den Motor im Kompressionstakt zurückwirft, sodass er in entgegengesetzter Richtung weiterläuft.